# As The Flower Withers
As The Flower Withers fue el primer LP de la banda de Death/Doom metal My Dying Bride proveniente de Yorkshire. La única canción portada desde lanzamientos pasados (y por supuesto arreglada) fue Vast Choirs del demo Towards The Sinister.
En general, el disco aún es un híbrido de lo que se conoce hoy en día por My Dying Bride, pues aunque las dosis de Death/doom son altas en comparación a lanzamientos anteriores de la banda, este álbum aún contiene amplias partes de Death metal, incluso canciones completas como la susodicha Vast Choirs. De cualquier forma este disco es conocido, junto al Lost Paradise de Paradise Lost y el Serenades de Anathema, como las influencias máximas dentro del Death/doom metal, como sus creadores. La lírica en este disco está extremadamente cuidada, pero siendo también un híbrido de lo que se ve comúnmente en un disco de Death Metal (gore, brutalidad, asesinatos) y lo que se ve en un disco de Doom Metal (soledad, amor, dolor, incomprensión). Aaron Stainthorpe también agrega pasajes constantes en latín e incluso canciones completas como "Sear Me".

## Lista de canciones
1. "Silent Dance" – 2:00
2. "Sear Me" – 9:00
3. "The Forever People" – 4:03
4. "The Bitterness & The Bereavement" – 7:28
5. "Vast Choirs" – 8:09
6. "The Return Of The Beautiful" – 12:45
7. "Erotic Literature" – 5:05

### Pista adicional de la versión japonesa
1. "The Forever People"-live at the Dynamo Festival, 1995 - 4:56

### Pista adicional arreglado del relanzamiento del 2003
1. "Unreleased Bitterness" - 7:49

## Créditos
- Aaron Stainthorpe - Vocalista/Lírica
- Andrew Craighan - Guitarra
- Calvin Robertshaw - Guitarra
- Adrian Jackson - Bajo
- Rick Miah - Batería
- Martin Powell - Violín
- Dave McKean - Arte del Álbum

- Datos: Q2521787